# Balming Tiger
Balming Tiger（バーミングタイガー）は、2017年にソウルで結成された韓国のオルタナティブK-POP音楽バンド兼クルー。

## 解説
このグループは、ラッパー、シンガーソングライター、プロデューサー、映像監督、企画者、デザイナー、A&R、エディターなど、総勢11名で構成されている。元々は、サンヤン、アビス、ノーアイデンティティの3人がエレクトロニック・ミュージックを志向するクルーを結成したが、あまり注目を集められなかったため、グループの方向性を転換し、ビョンオンを迎えて新たな形でスタートしたのが「Balming Tiger」である。
オリジナルメンバーは、サンヤン、アビス、ノーアイデンティティ、ビョンオンの4人で、その後ビョンオンとノーアイデンティティが脱退。サンヤンとアビスが中心となってグループを継続し、ジャンキー、アンサンカブル、sogumm、オメガ・サピエン、Henson、bj wnjn、Mudd the student、イ・スホ、ホン・チャンヒが順に加入し、現在に至るまで創作の幅を広げ続けている。
音楽やミュージックビデオ、映像などの多様なコンテンツを自ら制作する一方で、外部とのコラボレーションも積極的に行っている。自らの音楽を「オルタナティブK-POP」と位置づけ、ジャンルや形式にとらわれない自由な表現を追求しており、韓国や日本をはじめ、海外でも注目を集めている。

## メンバー
| 画像 | 名前                                            | ハングル         | 本名                         | 出身地   | 担当                           |
| ---- | ----------------------------------------------- | ---------------- | ---------------------------- | -------- | ------------------------------ |
|      | San Yawn （サンヤン）                           | 산얀             | 강산 （カン・サン)           | 釜山市   | Creative Director、Producer    |
|      | Omega Sapien （オメガサピエン）                 | 오메가사피엔     | 정의석 （ジョン・ウィソク)   | ソウル市 | Rapper                         |
|      | sogumm （ソグム）                               | 소금             | 권소희 （クォン・ソヒ)       | 大田市   | Vocalist                       |
|      | Mudd the student （マッド・ザ・スチューデント） | 머드 더 스튜던트 | 윤승민 （ユン・スンミン)     | 釜山市   | Singer-Songwriter, Producer    |
|      | bj wnjn （ビージェーウォンジン）                | 비제이원진       | 한원진 （ハン・ウォンジン)   | 坡州市   | Singer-Songwriter, Producer    |
|      | Leesuho （イスホ）                              | 이수호           | 이수호 （イ・スホ)           | 浦項市   | Film Director, Producer        |
|      | Unsinkable （アンシンカブル）                   | 언싱커블         | 김태현 （キム・テヒョン)     | 光州市   | Producer, DJ                   |
|      | Hong Chanhee （ホンチャンヒ）                   | 홍찬희           | 홍찬희 （ホン・チャンヒ)     | 坡州市   | Multi Player, Graphic Designer |
|      | Jan' Qui （ジャンキ）                           | 잔퀴             | 양정환 （ヤン・ジョンファン) | ソウル市 | Film Director, Producer        |
|      | Henson Hwang （ヘンソン）                       | 헨슨             | 황현승 （ファン・ヒョンスン) | ソウル市 | Editor, Promotor               |
|      | Abyss （アビス）                                | 어비스           | 이미선 （イ・ミソン)         | ソウル市 | A&R, DJ                        |

### バンドメンバー
- Kim Hanjoo：音楽監督[1]
- Iljun Jeon：ドラムス [2]
- Jin Sil：ギター
- Mulsoo：バンドマスター・ベース
- schepes：キーボード

## 来歴

### 2017年-2018年
San Yawn、Abyss、No Identityの3人は、アンダーグラウンドのエレクトロニック・ミュージック・クルーを結成し活動の準備を進めていたが、注目を集めるメインパフォーマーの必要性を感じていた。そんな中、San Yawnが知人のプロデューサーを通じてByung Unを紹介され、Balming Tiger（バーミングタイガー）を結成することとなった。
当時、彼らの作業場であった弘益大学のホミ画房が入っていたオフィステルで完成させた最初のミックステープ『虎媄304』を2018年1月24日にリリースし、当時の韓国アンダーグラウンド・シーンで注目を集めた。
ミックステープのタイトル曲「CHEF LEE」のミュージックビデオを撮影する過程で、映像監督のJan' Quiを迎え入れた。このミックステープにはメインボーカリストのByung Unのほか、Kim XimyaおよびSukkaryが参加している。初のミックステープ『虎媄304』は、B級的な情緒を生かしたミュージックビデオ、脈絡のない奇抜な歌詞、バリエーションに富みながらも高品質なプロダクション、そしてByung Unの卓越したラップスキルにより、注目を集めた。
初期のBalming Tigerは、韓国の音楽YouTubeチャンネルのDingo Freestyleとドキュメンタリーを撮影し、コラボレーションしたデジタルシングル「I'm Sick」のミュージックビデオで大きな注目を浴びた。しかし、メインパフォーマーであったByung UnがHi-Line Recordsと契約を結び、2018年12月にクルーを脱退。その後、Omega Sapienがフロントマンの座を引き継いだ。また、ミックステープ全曲のプロデュースを手がけたプロデューサーNo Identityも、同時期に個人的な事情により脱退した。
「I'm Sick」のリリースを記念したパーティーで、ゲストDJとして招かれたUnsinkableが、その後プロデューサーとしてグループに加わることとなった。
同時期、日本での音楽活動を開始しようとしていたOmega Sapienが、このミックステープをオンラインで聴いて関心を持ち、Balming Tigerに連絡。韓国での初対面の場でそのままチームに加入した。Omega Sapienは、事前に制作していた楽曲「Rich & Clear」と、友人であるPennacky監督が手がけたミュージックビデオをBalming Tigerを通じて公開した。
また、同じ時期にSoundCloudを中心に活動していたsogummもグループに迎え入れられた。

### 2019年-2020年
2019年2月8日、1作目のミックステープの1周年を記念して『虎媄:304』のLPバージョンが発売された。ボーナストラックとして、ウ・ウォンジェ、Verbal Jint、Nucksalが参加した「ONCEAGAIN Remix」が収録されている。
また当時、さまざまなメディアで活動していたHensonがマーケティングマネージャー兼エディターとして迎え入れられた。
その後、Balming TigerはByung Unと共にOmega Sapienがフロントマンの座を引き継ぐことになるシングル「Armadillo」をリリース。この楽曲およびミュージックビデオは、Pennacky監督の独特な映像美と、Byung UnおよびOmega Sapienの優れたラップ、質の高いプロデュースにより、グループの大衆的な認知度を高める礎となった。
6月には、ブランドVANSが開催した新たな才能を発掘するキャンペーン「Musicians Wanted」に審査員として参加。オーディションに応募したMudd the studentを見出し、韓国ファイナルへと進出させた。最終的に受賞には至らなかったものの、個別に連絡を取り、メンバーとして迎え入れた。
同月、Omega SapienはLeesuhoがプロデュースしたシングル「POP THE TAG」を発表。LeesuhoのエクスペリメンタルなサウンドとOmega Sapienのラップで構成されており、アレンジにはNo Identityが参加した。
9月には、ツアードキュメンタリーシリーズ『The Great Legacy』を制作・公開。世界各国を巡るメンバーたちの自由で素朴な姿が描かれている。
10月、sogummはbj wnjnと共にSoundCloudへ断続的にアップロードしていた楽曲を集め、初のスタジオアルバム『Sobrightttttttt』を発表。全曲をbj wnjnがプロデュースし、夢幻的なsogummの個性が表現された本作は、評論家から高く評価され、韓国大衆音楽賞の最優秀R\&Bアルバム部門にノミネートされた。
bj wnjnは2018年初期からBalming Tigerと関係を築いており、sogummのアルバム発表と時期を同じくして正式にBalming Tigerのメンバーとなった。
2020年を迎え、Balming Tigerは本格的な海外活動を予定して「The Tiny Tour」と題したツアーを準備していたが、COVID-19の影響により全日程が中止となった。その代替として、より充実したコンテンツ制作へと方向転換し、漢江で撮影されたオンラインコンサートや、HyukohとのコラボによるNaver Nowのオンラインライブなどを公開した。
1月には、Unsinkableがメインプロデュースを担当したシングル「Kolo Kolo」がリリース。ミュージックビデオはPennacky監督が日本のスパルタ式学校からインスピレーションを受けて制作した。この作品を通じて、bj wnjnはプロデューサー兼ボーカルとして正式にデビューした。
9月には、A.G. Cookの『7G』リリース後のオンラインアフターパーティーにFlume、Charli XCX、SOPHIEらと共に出演した。
同時期、Omega Sapienは自身初のスタジオアルバム『Garlic』をリリース。Unsinkable、Leesuho、SUMIN、Kwangjae Jeon、NET GALA、Bumjinなど多彩なプロデューサーたちと共に新鮮なサウンドを作り上げた。アルバムカバーにはイラストレーター・駕籠真太郎が参加している。

### 2021年
2021年2月、シングル『JUST FUN! / LOOP?』をリリースし、全てのパフォーマーが出演する初のミュージックビデオを撮影した。この楽曲はsogumm、Omega Sapien、bj wnjnがバランスよくパフォーマーとして参加した初の楽曲であり、グルーヴィーかつファンキーな雰囲気が際立っている。
5月には、Omega SapienとプロデューサーBaauerが共作した6曲入りのEP『Wuga』が発表された。収録曲のひとつである「Plum」（Sega Bodegaがフィーチャリング参加）は、2022年のApple WWDC22にて発表されたグローバルMacBook AirのCMに使用された。また、Balming Tigerの楽曲「Kolo Kolo」もiPhoneのCMに使用された。収録曲「Wrecker」にはSEVENTEENのVernonがフィーチャリングで参加している。
Balming Tigerと親しい関係を築いていた映像監督・プロデューサーのLeesuho（イ・スホ）がグループに加入した。
Mudd the studentは自身初のEPに先駆けて先行公開曲「Off Road Jam」をリリース。フェイクドキュメンタリー形式で撮影されたミュージックビデオは、現在メンバーであるHong Chanheeが監督を務め、Omega SapienとSan Yawnらが出演した。EP『Field Trip』はMudd the studentが全曲をプロデュースし、彼の純粋かつユニークな個性が色濃く表れた作品として高い評価を受けた。
10月21日、Leesuhoは初のスタジオアルバム『Monika』を発表。Omega Sapien、So!YoON!、Jang Kiha、Kim Ximya、Lil Cherry、Simo、sogumm、Kim Hanjoo、Kim Doeonらがプロデューサーあるいはボーカルフィーチャリングで参加した。このアルバムは2022年の韓国大衆音楽賞において最優秀エレクトロニック・アルバム部門にノミネートされた。
また、デザイン、写真、映像など多様な分野において可能性を示していたHong Chanheeがグループに加入した。
11月には、アジアのアーティストたちの創作動機に迫る『The G.O.A.T』シリーズを公開。Henson、San Yawn、Abyssが制作を担当し、個性的なアニメーターやナレーターたちとのコラボレーションによって制作された。エピソードを取り上げている。
Mudd the studentの楽曲を皮切りに、メンバーたちのライブを映像で記録するコンテンツシリーズ『Tiger Express』が、Bang Jaeyeob監督との協業により公開された。

### 2022年-2023年
2022年2月、Omega Sapienの初のスタジオアルバム『Garlic』のリミックスアルバム『Garlic and the Mugwort: The Genesis』がリリースされた。本作にはJNKYRD、Machine Girl、Salamanda、Zut Zut、DJ Paypal、foodman、Y2K92といったアーティストがリミキサーとして参加し、原作アルバムの持つ世界観をさらに拡張する試みがなされた。
同年、北米最大級のコンファレンスであるテキサス州・SXSW（サウス・バイ・サウスウエスト）にて、韓国のアーティストおよびコレクティブとして初めて単独ショーケースを開催。アジアのアーティストを招聘し、フェスティバル内にもう一つのフェスティバルを作り出すことを目指した（Balming Tiger x Jaded Presents “Tiger Den”）。SXSWで最も優れたパフォーマンスを見せたアーティストに贈られる「Grulke Prize」をアジア人として初めて受賞した。
2022年9月1日には、BTS（防弾少年団）のRMをフィーチャーしたシングル「Sexy Nukim（섹시느낌）」をミュージックビデオと共に発表。RMの参加もあり、リリース直後にビルボード・ワールド・デジタル・ソング・セールス・チャート1位、ビルボード・ホット・トレンド・ソングズ・チャート1位、iTunes50カ国で1位を記録し、大きな話題を呼んだ。この楽曲は「他人の基準ではなく、自分自身が思う個性とセクシーさこそが本物である」というメッセージを込めている。ミュージックビデオの演出はPennackyが担当し、BTSのJ-Hope、Milli、オ・ヒョク、Zion.Tなどが出演するリアクションビデオも公開された。
同年12月には、Leesuho（イ・スホ）の『Monika』のリミックスアルバム『Monika Remix』がリリースされ、Kim Doo-an、NET GALA、cjb95がリミキサーとして参加した。
2023年1月、シングル「Trust Yourself」をリリース。リリースを記念して自作のバラエティ番組を制作し、YouTubeチャンネルにて公開。全4エピソードで構成されており、Balming Tigerのメンバーのほか、歌手キム・ジャンフン、お笑いグループPsick Univ、広告制作会社「Dolphin Kidnappers」の代表シン・ウソクが出演。彼らを訪ね、自分を信じて成功を掴んだ方法について話を聞く内容が、素朴かつコミカルに描かれている。
4月には、サイケデリック・ロックサウンドを試みたシングル「SOS」と、そのミュージックビデオを公開。ミュージックビデオはJan’ Quiが監督し、香港映画のクリシェを積極的に活用した映像作品となっている。
同じく、シングル「Kamehameha」も発表。タイトルは『ドラゴンボール』の必殺技に由来しており、bj wnjnが主にプロデュースを手がけた。独特なメロディとサウンドで、酔ったような感覚を表現している。ミュージックビデオはHong Chanheeが監督し、撮影はPennackyが担当した。
10月、グループ初となるスタジオアルバム『January Never Dies』がミュージックビデオ「Moving Forward」とともにリリースされた。『JND』はヒップホップ、エレクトロニカ、ロック、サイケデリックなど多様なジャンルを自由奔放に取り入れている。アルバム発売前には、映像監督rafhooが制作した4本のティーザー映像が公開された。
「Moving Forward」をモチーフに制作された短編映画『Moving For Word』は、12月13日にCGVにて韓国国内で劇場公開された。映画はPennackyが企画・監督を務め、2023年夏に日本で撮影された。現在は、アルバム『January Never Dies』のフィジカルCDに同梱された特典を通じてのみ視聴が可能である。

### 2024年
新年を迎え、KBSの長寿音楽番組『開かれた音楽会（열린음악회）』に出演し、「Moving Forward」「Buriburi + Pigeon and Plastic」の2曲を披露した。主にキャリアのある歌手が出演する同番組に登場したことが意外性を呼び、話題となった。
スタジオアルバムのリリース後には、収録曲「Buriburi」と「UP!」のミュージックビデオが順次公開された。「Buriburi」はメンバーのJan’ Quiが監督を務め、タイでワンテイク撮影された。ユニークなエフェクトとDIY的な演出で注目を集めた映像である。
「UP!」はメンバーのLeesuhoが監督を務め、俳優ク・ギョファン（Koo Kyo-hwan）が主演として出演したことで知られる。Balming Tigerのメンバー以外の俳優が主役を務めた初のミュージックビデオである。
また、ナムジュン・パイク・アートセンターの提案により、ナムジュン・パイクによる世界同時中継パフォーマンス『Good Morning Mr. Orwell』の40周年を記念し、「愛してるよアートライブ（사랑해요 아트라이브）」という作品をアーティストのリュ・ソンシル（류성실）と共同制作。翌年となる2025年までの1年間、同センターに展示された。本映像作品は、ハーバード大学を卒業した現代美術キュレーター「スミス」、オルタナティブK-POPグループBalming Tiger、すでに故人となったCherry Jangの生前の説教映像など、4つの映像で構成されている。展示終了後はBalming Tigerの公式YouTubeチャンネルにて公開されている。
5曲を収録したEP『Greatest Hits』をリリースし、同時に「Big Butt」のミュージックビデオも公開された。台湾ドラマ『流星花園』に出演したF4から着想を得た本映像は、Jan’ Quiが監督を務めた。
11月には「Balming Tiger World Expo 2024」と題し、韓国で初となる単独コンサートを開催。バンドセットには、Silica Gelのメンバーであるキム・ハンジュがバンドマスターとして参加し、ギター：チンシル、キーボード：Schepes、ドラム：チョン・イルジュン、ベース：Mulsoo、プレイバック（およびFX）：Leesuho による構成となった。コンサートはソウル・ハンガンに位置するノドゥル島の公演場で2日間にわたって行われた。
12月には、日本の新しい学校のリーダーズと共に、Wonder Livet Festivalにて「Buriburi + Pigeon and Plastic」のコラボステージを披露した。

### 2025年

Balming Tiger

『Greatest Hits』に収録された楽曲「Cunning City」のミュージックビデオが公開された。インドネシア・ジャワ島のブロモ火山にて、監督バン・ジェヨプ（Bang Jaeyeob）とともに撮影された。
また、アジカジン・マジックワールドのソン・ギホ監督と制作した「Spirit Chaebol」のミュージックビデオも公開された。子ども向けテレビ番組をモチーフとした映像作品である。
2024年2月には、NHKのドラマ『東京サラダボウル』の主題歌として「Wash Away」を担当。これを機に約1ヶ月間日本でプロモーション活動を行い、好評を博した。特に関東地域最大級のラジオ局J-WAVEではチャート1位を記録した。
5月27日には、韓国の女性歌手IUのアルバム『꽃갈피 3（花しおり 3）』において、フィーチャリングおよびプロダクションを担当。シン・ジュンヒョンの名曲「美人（미인）」をリメイクし公開した。ミュージックビデオはメンバーのLeesuhoが制作を担当し、チャ・ウヌとIUが出演した。
6月20日、日本のグループ新しい学校のリーダーズをフィーチャーしたシングル「나란히 나란히（Narani Narani）」がミュージックビデオとともにリリースされた。ビデオには両グループのメンバーが出演し、監督はPennackyが務めた。楽曲と映像は、日韓両国に共通する口承民謡やトロット、演歌などにサイケデリックなサウンドを融合させたことをコンセプトとしている。
6月28日・29日に行われた単独公演では、VCRと実際のパフォーマンスが一つの物語のように交互に展開される構成がとられた。VCR内では、Balming Tigerのメンバーをそれぞれ俳優が演じ、Wnjn役をパク・ジョンミン、sogumm役をシム・ウンギョン、Omega Sapien役をイ・ジョンヒョン、Mudd the student役をキム・ギチョンが演じた。また、監督役としてペク・ヒョンジンが、助監督役としてSilica Gelのチェ・ウンヒが出演した。BTSのRMおよびSilica Gelのキム・ハンジュも、オーディションVCRに登場した。
この公演の総合企画・演出、VCR制作・撮影はメンバーのSan YawnとJan’ Quiが担当。創造性あふれる独自の構成によって、観客に新鮮な驚きと楽しさを提供するステージとなった。

## ディスコグラフィー
- ALBUM
  - Balming Tiger - 虎媄304 (Mixtape) (2018)
  - sogumm - Sobrightttttttt (2019)
  - Omega Sapien - garlic (2020)
  - Mudd the student - Field Trip (2021)
  - Leesuho - Monika (2021)
  - Omega Sapien - Wuga (2022) (LuckyMe Released)
  - Leesuho - Monika Remix (2023)
  - Balming Tiger - January Never Dies (2023)
  - Balming Tiger - Greatest hits (2024)
- SINGLE
  - Balming Tiger - Once Again (Feat. Kim Ximya)(2018)
  - Balming Tiger - I'm Sick (2018)
  - Omega Sapien - Rich, Clear (2018)
  - Balming Tiger - Once Again (Remix) (Feat. 우원재, 넉살, 버벌진트) (2019)
  - Balming Tiger - Armadillo (Feat. Byung Un) (Prod. Unsinkable) (2019)
  - Kid Fei - GHOSTSTAR (2019)
  - Omega Sapien - Pop the Tag (2019)
  - Balming Tiger - Kolo Kolo (Prod. Unsinkable) (2020)
  - Omega Sapien - Serenade for Mrs. Jeon (2020)
  - Omega Sapien - Ah Ego (2020)
  - Balming Tiger - JUST FUN! / LOOP? (2021)
  - Omega Sapien & Lil Cherry - Chromeheartsring (2021)
  - Mudd the student - Off Road Jam (2021)
  - Leesuho - Lights (Feat. Kim Hanjoo) (2021)
  - Leesuho - Echo (Feat. Omega Sapien) (2021)
  - Mudd the student - 사랑은 유사과학 (Feat. Chang Kiha) (2022)
  - Balming Tiger - SEXY NUKIM (feat. RM of BTS) (2022)
  - Balming Tiger - Trust Yourself (2023)
  - Balming Tiger - SOS (2023)
  - Balming Tiger - Kamehameha (2023)
  - Balming Tiger - Wash Away (2025) [* 日本のテレビドラマ『Tokyo Salad Bowl』のOSTである]
  - Balmimg Tiger - 나란히 나란히 (Narani Narani) (feat. 新しい学校のリーダーズ) (2025)
- Featuring
  - IU - 미인 (Feat. Balming Tiger)